# دوازدهمین جشنواره فیلم مسکو
دوازدهمین جشنواره فیلم مسکو (انگلیسی: 12th Moscow International Film Festival)
از ۷ تا ۲۱ ژوئیه در مسکو برگزار شد. سه جایزه طلایی به فیلم تهران ۴۳ و دو فیلم برزیلی و ویتنامی داده‌شد.